# 필립 그뤽
필립 그뤽(프랑스어: Philippe Geluck, 1954년 5월 7일 ~ )은 벨기에의 만화가, 작가이자 배우로 《르깟》의 작가로 잘 알려져 있다. 1986년부터 출판된 《르깟》시리즈는 현재까지 1400만 장 이상이 팔렸으며 전세계 17개 국어로 번역되어 출간되며 큰 인기를 끌었다. 

## 배경
그뤽은 벨기에 브뤼셀 에테르베크에서 만화가 디디에(프랑스어: Didier)와 소프라노 루실(프랑스어: Lucile) 그뤽의 아들로 태어났다. 
만화가이던  아버지 디디에 의 영향으로 그뤽은 어린 나이에 그림을 그리기 시작했으며, 14살 때 그린 그림은 《아지무트(프랑스어: Azimut)》 라는 책자에 실렸다. 18살 때 그뤽은 형과 쟝-크리스토프(프랑스어: Jean-Christophe)와 공중화장실 벽에 만화를 그렸는데, 그것을 우연히 발견한 청소부가 르우프(프랑스어: L’Œuf) 잡지의 편집장직을 맡고 있는 밥 드 그루트(프랑스어: Bob De Groot)에게 보여주며 그들의 만화를 출판하게 되었다. 1974년 그뤽은 토미 웅게러와 사울 스타인버그, 장-미셸 폴론에 의해 영감을 받아 그린 수채화 작품들로 생애 첫 전시회를 열었다. 
1975년, 그뤽은 벨기에 국립영화전문학교로 알려진 INSAS (Institute National Superrieur des Arts du Spectangetet des Techniques de Diffusion)를 졸업하고 이후 10년 가량 연극 배우로 활동을 이어갔으며, 1976년에는 이포크릿 극장(프랑스어: Théâtre Hypocrite)을 공동 설립했다.
1979년 부터 2006년까지 그뤽은 텔레비전과 라디오 활동을 이어갔으며 벨기에와 프랑스에서 다양한 프로그램의 진행을 맡았다. 방송 활동 중에서는 1980년부터 1985년 사이 방영된 벨기에의 어린이 프로그램 롤리팝(프랑스어: Lollipop)의 진행자로 가장 잘 알려져 있다. 2003년에는 르깟의 탄생 20주년 기념을 위해서 일간지 르수아(프랑스어: Le Soir) 전체의 디자인을 맡았다. 
그뤽은 1976년 단편 영화 《Le Coq Mouillé》의 촬영 현장에서 만난 각본가 다니 그뤽과 오랜 관계를 이어오다가 2013년 결혼식을 올렸다. 필립 그뤽과 다니 그뤽은 아들 하나, 딸 하나, 손주 넷이 있다.

## 참조
1. https://www.geluck.com
2. https://www.lambiek.net/artists/g/geluck_philippe.htm
3. https://lechat.com/en/biography/
4. https://lechat.com/en/le-cat-walks/exhibition/
5. https://lechat.com/en/le-cat-walks/whos-le-cat/